# Red Alert
Red Alert ist eine Oi!-/Punk-Band aus dem britischen Sunderland.

## Bandgeschichte
Im Mai 1979 wurde die Band von Steve „Cast Iron“ Smith (Gesang), Tony Van Frater (Gitarre), Gaz Stuart (Bass) und Dona (Schlagzeug) gegründet. Nach einigen Proben debütierte die Band auf dem heimischen Karneval in Sunderland und spielte ein Set bestehend aus The-Clash- und UK-Subs-Coverversionen und eigenen Stücken. Eine erste EP namens Third and Final wurde 1980 im Eigenvertrieb veröffentlicht. Nach zwei Wechseln am Schlagzeug blieb Nobby der feste Schlagzeuger der Band. 1982 wurde weiteres Material aufgenommen, dass ihnen einen Platz auf dem dritten Oi!-Sampler Carry on Oi!! von Garry Bushell sicherte. Danach erschienen einige EPs und das Debütalbum We’ve Got the Power auf No Future Records, die sich allerdings 1984 von der Band trennten. Kurz danach stieg Nobby aus und Matty Forster übernahm daraufhin das Schlagzeug. Man spielte noch neues Material ein, doch desillusioniert von der Oi!-Szene löste man sich kurz darauf auf.
Tony Van Frater und Matty Forster schlossen sich dann Red London an, die in eine ähnliche Richtung gingen. Gaz Stuart spielte in einigen Coverbands. Smith zog sich völlig aus der Musikszene zurück.
1989 trafen sich die Ex-Mitglieder regelmäßig in einem Musikklub in Sunderland und man beschloss ein Comeback zu starten. 1990 spielten sie ihren ersten Gig zusammen mit Red London und Attila the Stockbroker. Gaz Stuart stieg aber nach nur einem Gig aus und wurde durch Tom Spencer, einen Cousin von Tom Von Frater ersetzt. Nach einer Europatour durch die Schweiz, Deutschland und Frankreich stieg Von Frater aus, Gaz Stoker von Red London nimmt seinen Platz ein. Nach einigen weiteren Tourneen nahm Red Alert 1992 ihr Comebackalbum Blood, Sweat ’n’ Beers auf, das über das deutsche Label Nightmare Records veröffentlicht wurde. Zu dieser Zeit hatte die Band keinen Drummer mehr und bediente sich nun Sessionmitgliedern bis 1994 Ian einsteigt. 1993 erscheint das nächste Album Beyond the Cut über Nightmare Records und Knock Out Records. 1994 bricht Red Alert zu einer USA-Tour auf. Zusammen mit The Templars nahmen Red Alert ein Split-Album auf. Für das 1996er Album Breakin’ All the Rules kehrt Gaz Stuart kurzzeitig zurück.
In wechselnden Line-ups erschienen einige weitere Veröffentlichungen. Die Mitglieder der Bands spielten außerdem noch in diversen Line-ups der Cockney Rejects, Red London und den Angelic Upstarts. 2002 stirbt der langjährige Drummer Ian bei einem Autounfall.
Die bis dato letzte Veröffentlichung, Sunderland vs. Stuttgart / Split CD mit PDF erschien 2010 über Hasscontainer Booking & Records.
Es existieren zahlreiche Kompilationen von unveröffentlichtem Material sowie einige Greatest-Hits-Alben der Band. Des Weiteren sind sie auf diversen Samplern zu finden.
Am 30. November 2022 verstarb der Sänger Steve Smith an einer Blutkrankheit.

## Bedeutung
Trotz ihres recht frühen Starts, wurden Red Alert zum Anfang der Oi!-Bewegung ignoriert. Dies lag zum einen an ihrer großen Entfernung zu London, dem damaligen Angelpunkt der Oi!-Szene, als auch an ihrer offenen antifaschistischen Einstellung (ausgedrückt durch das „Red“ im Bandnamen). Weitere Gründe sind in den ständigen Besetzungswechseln und der Mitgliedschaft in Bruderbands wie Red London zu suchen. Dennoch gelten sie heute als Legenden der englischen Punkszene, wenn sie auch im außerenglischen Raum sehr viel mehr wahrgenommen werden.
Ihr Musikstil speiste sich nicht nur von den damaligen „Anführern“ der Bewegung, wie Sham 69 und den Rejects, sondern sie nahmen auch Einflüsse aus dem britischen Post-Punk, wie The Ruts und The Clash, auf. In den 1990ern schielten sie dagegen zusätzlich auf den Popmarkt. Einige Einflüsse anderer Bands wie U2 und aus dem AOR nahm die Band in ihre Musik auf. Auf Breakin’ All the Rules lässt sich sogar ein Bon-Jovi-Cover finden.

## Diskografie

### Alben
- We’ve Got The Power (1983)
- Blood, Sweat ’n’ Beers (1992)
- Beyond The Cut (1994)
- Superyobs! Showdown Volume No. 1 (Splitalbum mit The Templars, 1994)
- Red Alert Oi! Singles Collection (1995)
- Breakin’ All the Rules (1996)
- Rebels in Society (1997)
- Red Alert (The Rarities) (1999)
- Wearside (1999)
- The Best of Red Alert (2000)
- Border Guards (2001)
- Excess All Areas (2005)
- Red Alert – Produzenten der Froide Split CD / Sunderland vs. Stuttgart (2010)

### EPs und Singles
- Third and Final (1980)
- In Britain (1982)
- Take No Prisoners (1982)
- There’s a Guitar Burning (1983)
- City Invasion (1983)
- We’ve Got The Power (Live) (1992)
- Border Guards (1994)
- Drinkin’ With Red Alert/Street Survivors (Doppel-EP, 1994)
- Visca EL Barca (1996)
- Havin’ a Drunken Christmas (2003)